# Echeandia luteola
Echeandia luteola är en sparrisväxtart som beskrevs av Robert William Cruden. Echeandia luteola ingår i släktet Echeandia och familjen sparrisväxter. Inga underarter finns listade i Catalogue of Life.